# レンフェ490系電車
レンフェ490系電車（スペイン語: Serie 490 de Renfe、Intercity 2000とも）はスペインの国有鉄道・レンフェが保有する電車。
高速列車アラリスで運用され、イタリアの車体傾斜式高速車両、ペンドリーノの技術をベースとした、強制車体傾斜式を採用。同列車は最高速度200 km/hを誇り、航空路線を意識した旅客サービスが取り入れられていた。

## 登場背景
1990年代中頃、レンフェではこれまで約30年間使われ老朽化したTalgo IIIに代わる車両を必要とし、従来からのタルゴ編成に代わる新世代の電車方式の車両が求められた。入札が行われた末、フィアットとアルストムが製造する他のヨーロッパ諸国でも既に運用され比較的低予算で導入出来るETR 460を基とする車両を10編成導入することが決定された。マドリード - バレンシア間の使用路線を考慮し、最高速度は200km/hとされた。フィアットとアルストムの企業体は10編成の490系を納入することになり、追加となる14編成のオプションもあったがこれらは予算上実行されなかった。10編成はバルセロナとバレンシアの企業体パートナーにより製造されている。

## 特徴
ETR 460をベースにアラリスでの運用から3両で構成されている。車体はアルミニウム製で先頭車の独特な先端のデザインはジョルジェット・ジウジアーロによる。ボギー台車は車体傾斜機能を持ち、スペインの軌間1,668mmに合わせられている。車内サービスはAVEやユーロメッド、アルコなどの他のスペインの優等列車のように航空路線を意識したサービスが提供され以前より快適となっている。
1等車にあたるプレフェレンテ(Preferente)は片側の制御車に設置され、2+1の座席配置となっている。それぞれの座席には折り畳み式テーブル、オーディオ、ビデオのコネクター、ゴミ箱、独立した肘掛と足掛けなどが設置され、背面と座面はそれぞれ別々に調整が出来る。プレフェレンテの料金には、出発駅での無料駐車券(24時間片道券、48時間以内の往復券の場合)、出発駅でのラウンジ利用権、新聞、ウェルカムドリンクや食事の提供サービスなどが含まれている。
2等車にあたるトゥーリスタ(Turista)は中間車ともう一方の制御車に設置されている。座席配置は2+2の集団見合い配置となっていて、1等車よりはシートピッチや座席幅は狭くなっている。